# República Socialista Soviética Autônoma dos Alemães do Volga
A República Socialista Soviética Autônoma dos Alemães do Volga (em alemão:  Autonome Sozialistische Sowjetrepublik der Wolgadeutschen; em russo:  Автономная Советская Социалистическая Республика Немцев Поволжья, transl. Avtonomnaya Sovetskaya Sotsialistitcheskaya Respublika Nemtsev Povolj'ya) foi uma república autônoma fundada na Rússia soviética. Sua capital era a cidade portuária de Engels (conhecida até 1931 como Pokrovsk), às margens do rio Volga.

## História

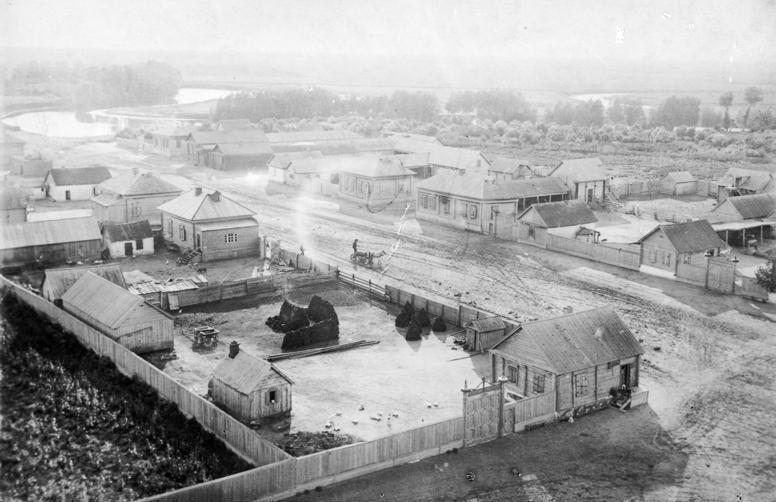
Streckerau, 1920 (Novokamenka)

Criada após a Revolução Russa, em 29 de outubro, por decreto do governo soviético, a Comuna dos Trabalhadores Alemães do Volga deu aos alemães do Volga um status especial entre os não-russos dentro da União Soviética. Foi elevada posteriormente à categoria de república socialista soviética autônoma em 20 de fevereiro de 1924, tornando-se a primeira unidade autônoma nacional na URSS. Ocupava a área densamente ocupada pela grande minoria de alemães que habitava a Rússia, que totalizada quase 1,8 milhões em 1897. A república foi proclamada em 6 de janeiro de 1924.
A RSSA dos Alemães do Volga era dividida em catorze cantões: Fjodorowka, Krasny-Kut, Tonkoschurowka, Krasnojar, Pokrowsk, Kukkus, Staraja Poltawka, Pallasowka, Kamenka, Solotoje, Marxstadt, Frank, Seelmann e Balzer.

Após a Revolução Russa os alemães do Volga, que eram profundamente religiosos (em sua maioria luteranos) entraram imediatamente em conflito com os revolucionários bolcheviques que se opunham a qualquer tipo de religião. Em 1919 pastores tidos como propagandistas e contrarrevolucionários foram presos e enviados para gulags na Sibéria.

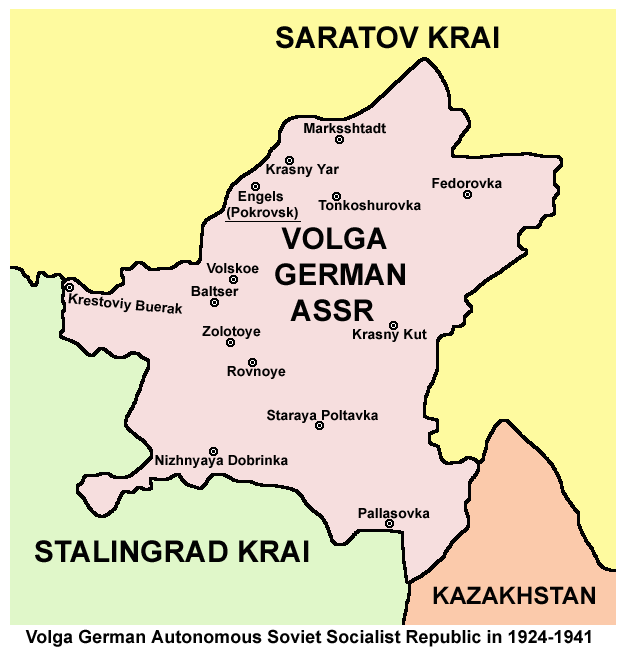

Durante a Guerra Civil Russa alguns alemães do Volga se alistaram no Exército Branco, provocando ataques ferozes por parte do Exército Vermelho sobre comunidades alemãs na região. No pós-guerra a fome que varreu a União Soviética dizimou um terço da população dos alemães do Volga.[carece de fontes?]
Uma anistia foi declarada simultaneamente à autonomia do território, que acabou no entanto atingindo um número reduzido de pessoas. De acordo com a política da korenizatsiya, implementada na década de 1920 no país, o uso da língua alemã passou a ser promovido em documentos oficiais, e os alemães foram encorajados a assumir cargos administrativos. De acordo com o censo de 1939 existiam 605.500 alemães na região autônoma.
A invasão alemã da União Soviética, em 1941, marcou o fim da República Socialista Soviética Autônoma dos Alemães do Volga. Em 28 de agosto daquele ano Josef Stalin proclamou oficialmente um decreto de banmento que aboliu a república e exilou todos os alemães do Volga para a República Socialista Soviética Cazaque e a Sibéria, sob a alegação de que poderiam atuar como espiões para a Alemanha. Muitos foram confinados em campos de trabalho forçado simplesmente por sua origem étnica; a república foi extinta formalmente em 7 de setembro.
Com a morte de Stalin, em 1953, a situação dos alemães do Volga melhorou consideravelmente, e em 1964 um segundo decreto foi proclamado, admitindo abertamente a culpa do governo na abertura de processos legais contra inocentes, e exortando os cidadãos soviéticos a dar aos alemães do Volga toda a assistência possível no apoio de sua "expansão econômica e cultural". A existência de um Estado socialista alemão na Alemanha Oriental, uma realidade do mundo no pós-guerra, fez com que a RSSA dos Alemães do Volga nunca mais fosse refundada. A área faz atualmente parte do Óblast de Saratov.

A partir do início da década de 1980, e com maior intensidade depois da queda da União Soviética, diversos alemães do Volga emigraram para a Alemanha, aproveitando-se da lei alemã de retorno, uma política que concede a cidadania a todos que possam provar serem refugiados de origem étnica alemã, ou cônjuges e descendentes de tal pessoa. Este êxodo ocorreu a despeito do fato de muitos destes alemães do Volga não mais falarem o alemão, ou terem apenas noções rudimentares do idioma. Muitos, especialmente a população mais idosa, ainda fala o dialeto alemão do Volga. No fim da década de 1990, no entanto, a Alemanha passou a dificultar o estabelecimento de russos de origem alemã no país, especialmente aqueles que não apresentam qualquer domínio dos dialetos locais.

## População
A tabela a seguir mostra a composição étnica da população da RSSA dos Alemães do Volga em dois determinados momentos de sua história:
|              | Censo de 1926   | Censo de 1939   |
| ------------ | --------------- | --------------- |
| Alemães      | 379.630 (66,4%) | 366.685 (60,5%) |
| Russos       | 116.561 (20,4%) | 156.027 (25,7%) |
| Ucranianos   | 68.561 (12,0%)  | 58.248 (9,6%)   |
| Cazaques     | 1.353 (0,2%)    | 8.988 (1,5%)    |
| Tártaros     | 2.225 (0,4%)    | 4.074 (0,7%)    |
| Mordovianos  | 1.429 (0,3%)    | 3.048 (0,5%)    |
| Bielorrussos | 159 (0,0%)      | 1.636 (0,3%)    |
| Chineses     | 5 (0,0%)        | 1.284 (0,2%)    |
| Judeus       | 152 (0,0%)      | 1.216 (0,2%)    |
| Poloneses    | 216 (0,0%)      | 756 (0,1%)      |
| Estonianos   | 753 (0,1%)      | 521 (0,1%)      |
| Outros       | 710 (0,1%)      | 3,869 (0,6%)    |
| Total        | 571.754         | 606.352         |